# Fokföldi uhu
A fokföldi uhu (Bubo capensis) a madarak osztályának bagolyalakúak (Strigiformes) rendjébe és a bagolyfélék (Strigidae) családjába tartozó faj.

## Előfordulása
Afrikában Eritrea, Etiópia, Kenya, Mozambik, Namíbia, a Dél-afrikai Köztársaság, Szváziföld, Tanzánia és Zimbabwe területén honos.

## Alfajai
- Bubo capensis dillonii - Eritrea és Etiópia
- Bubo capensis mackinderi - Kenya, Tanzánia, Mozambik nyugati része, Szváziföld és Zimbabwe
- Bubo capensis capensis - a Dél-afrikai Köztársaság és Namíbia,

|  |

## Megjelenése
Magassága 51-61 centiméter, testtömege 1800 gramm.